# Broken Toys
«Broken Toys» (с англ. — «Сломанные игрушки») — 58-й фильм рисованного мультсериала Silly Symphonies, созданный Walt Disney Productions и выпущенный United Artists 14 декабря 1935 года.

## Сюжет
Маленькая кукла-моряк брошена на свалку. Там кукла обнаруживает, что в прошлом было выброшено много других сломанных или неисправных игрушек. Несмотря на то, что игрушки истощены, они не сдаются и прилагают все усилия, чтобы починить друг друга, чтобы они могли лучше закончить свои дни. Последним будет исправлена слепая кукла, но операция очень сложная и требует анестезии. После операции кукла просыпается с двумя прекрасными жемчужинами в качестве новых глаз и обнимает дружелюбного моряка, который был рядом с ней все время. Наконец, все игрушки, теперь как новые, выходят из мусорной свалки и радостно направляются к домам страны, так как на улице канун Рождества.

## Персонажи и озвучивание
- Томми Бапп — Кукла Моряк
- Сара Бернер — Девочка Кукла
- Марта Уэнтуорт — Кукла Засу Питтс
- Пинто Колвиг — куклы У. К. Филдс и Вариос
- Лиллиан Рэндольф — Мама Кукла
- Дэниэл Уэбб — кукла Степин Фетчит
- Бад Дункан — Кукла Полицейский
- Хесус Топете — прочие голоса
- Элис Арделл — прочие голоса
- Фрэнк Нельсон — прочие голоса

## Создатели
- Режиссёр: Бен Шарпстин.
- Сценаристы: Пинто Колвиг, Отто Ингландер и Ларри Мори.
- Продюсер: Уолт Дисней.
- Композитор: Элберт Хей Малотт.
- Аниматоры:
  - Джеймс Алгар,
  - Арт Бэббит,
  - Джонни Кэннон,
  - Джордж Дрэйк,
  - Джозеф Грант,
  - Фердинанд Хорват,
  - Дик Хьюмер,
  - Джон Макманус,
  - Грим Натвик,
  - Вольфганг Райтерман,
  - Леонард Себринг,
  - Билл Тайтла,
  - Боб Уикершем,
  - Бернард Вульф,
  - Марвин Вудворд
  - Сай Янг

## Релиз
- США — 14 декабря 1935
- Швеция — 1936

### Телевидение
- «Клуб Микки Мауса»/The Mickey Mouse Club — 20 декабря 1955
- «Клуб Микки Мауса»/The Mickey Mouse Club — 18 декабря 1956
- «The Ink and Paint Club» — Эпизод #1.18: «A Bunch of Silly Symphonies»

### Домашнее видео
- «Walt Disney Treasures» — «More Silly Symphonies»

## Название
- Оригинальное название — Broken Toys
- Финляндия — Lelujen kaatopaikalla
- Швеция — Leksakstippen / På dock-kliniken

## Прочее
- Когда мультфильм показывали на канале Диснея, все сцены черных и китайских кукол были удалены.
- Сломанные игрушки, лежащие на городской свалке — это известные голливудские личности.

### Участвует
- 1955 — «The Mickey Mouse Club: Episode #1.57» — Этот мультфильм, не считая титров, показан полностью.
- 1956 — «The Mickey Mouse Club: Episode #2.57» — Этот мультфильм, не считая титров, показан полностью.
- 1988 — «Disney Sing-Along-Songs: Very Merry Christmas Songs» — Показан под песню «Parade of the Wooden Soldiers».
- 1997 — «Ink & Paint Club: A Bunch of Silly Symphonies» — Третий показанный мультфильм.